# انباره (چاه)
انباره مکانی است که در قسمت پایینی میله چاه فاضلاب حفر می‌گردد و برای دفع آب به لایه‌های پایینی و ذخیره لجن فاضلاب مورد استفاده قرار می‌گیرد.
انبارهٔ چاه همیشه باید به شکل مثلث کنده شود تا از ریزش احتمالی چاه جلوگیری بشود، خطر ریزش چاه خطرآفرین می‌باشد.
دقت داشته باشید که می‌توان انبارهٔ چاه را بشکل‌های دیگر همچون مخروطی و ذوزنقه‌ای و … هم اجرا کرد، اما هرگز نمی‌توان بشکل‌های غیرمجاز مربعی و مستطیلی که جهت رفع مسئولیت برخی کارفرمایان آن را اجرا می‌کنند، اجرا کرد.

## اندازهٔ انبارهٔ چاه فاضلاب
اندازه انباری چاه فاضلاب را دو پارامتر مهم همچون ورودی آبی که به درون چاه می‌ریزد و براساس مبحث ۱۶ مقررات ملی ساختمان ایران برای هر نفر ۱۵۰لیتر در شبانه‌روز درنظرگرفته شده‌است و همین‌طور زمان تقریبی برای دفع آب (توسط مسئول آزمایش خاک تعیین می‌شود) در محل احداث چاه که می‌تواند مقادیر متفاوتی نسبت به دیگر مکانهای احداث چاه باشد تعیین می‌کند. دفع آب در زمین‌های شنی متفاوت می‌باشد.

### اندازهٔ انبارهٔ چاه آب
اندازهٔ انباره چاه آب باید نسبت به میزان آب مورد نیاز کنده شود در چاه‌های آب که به صورت دستی حفر چاه شده‌است انبار نقش یک مخزن برای ذخیره آب را دارد.